# Любка Биаджони
Любка Биаджони цу Гутенберг (на немски: Ljubka Biagioni zu Guttenberg), по-известна като Любка Биаджони, е немска баронеса, диригент и оперен режисьор от българо-италиански произход. Пълното ѝ име гласи Любка Биаджони баронеса фон унд цу Гутенберг.

## Биография
Биаджони е родена на 16 април 1968 г. в Рим. Баща ѝ е италиански политик, синдикален лидер и комунист, влюбен в операта. Майка ѝ е българка, преводач в българското посолство и в БГА „Балкан“. Любка Биаджони израства в Рим, където завършва класическа гимназия. Години наред взима уроци по пиано и получава стипендия в Националната музикална академия „Проф. Панчо Владигеров“ в София. Завършва с отличие специалностите „Хорово дирижиране“ в класа на проф. Георги Робев и „Оркестрово дирижиране“ при проф. Влади Симеонов, като специализира при проф. Васил Казанджиев.
След престоя в София Биаджони записва философия в Рим. За този свой интерес тя казва: „Без философията не бих могла да вникна в нито една партитура, защото музиката не е просто ноти. Тя е дух, смисъл, емоция, преживяване в едно друго измерение“. Наред със следването си работи като асистент-диригент в много продукции, между които в Suntory Hall, Токио, в Arena di Verona, при Залцбургския музикален фестивал, в Генуа и др. Нейният репертoар се простира от Моцарт, Белини и Росини през Верди и Вагнер до Рихард Щраус. По-късно Любка Биаджони изучава също теология във Франкфурт на Майн.
Музикалното си образование Любка Биаджони продължава във Виена при Карл Йостеррайхер, в Accademia Nazionale di Santa Cecilia в Рим при Норберт Балач и Ленард Бърнстейн, а също в Accademia Musicale Chigiana в Сиена при Фердинанд Лайтнер и Валерий Гергиев.
След като спечелва диригентски конкурс на Виенския камерен оркестър през 1996 г., Биаджони предприема с ансамбъла турне из Австрия, което завършва с изпълнение във виенския Концертхаус. През същата година тя дирижира Манон Леско на Пучини в Лука, Пиза и Виареджо и изнася продукция с Дон Жуан на Моцарт в Megaro Mousikis; в Атина.
През концертния сезон 1996/97 Любка Биаджони е поканена като първа гостуваща диригентка да ръководи Orchestra Filarmonica Marchigiana, с който изнася многобройни концерти из цяла Италия. През 1997 г. изнася концерти в Дания със симфоничния оркестър на Орхус, а също предприема турне в Гърция с оркестъра La Camerata.
След женитбата си през 1997 г. с немския диригент Енох цу Гутенберг, от когото има двама сина, приема името Любка Биаджони цу Гутенберг.
През 2002 г. Биаджони цу Гутенберг спечелва организирания от Европейския съюз международен диригентски конкурс „Франко Капуана“ в Сполето. По време на фестивала Херенкимзе в Бавария дирижира редица опери с полусценични изпълнения при собствена режисура и постановка.
Следва богата диригентска и постановъчна дейност:
- 2007: Травиата от Верди
- 2008: Набуко от Верди
- 2009: Селска чест от Маскани
- 2010: Риголето от Верди
- 2011: Фалстаф от Верди
- 2013: Ариадна на Наксос от Рихард Щраус

Спектаклите са с нейна режисура, като едновременно с това тя е автор на костюмите и на цялостната визия на изпълненията.
От началото на 2010 г. Любка Биаджони цу Гутенберг е първи гост-диригент на Софийската филхармония и на Националния филхармоничен хор „Светослав Обретенов“, а от 2001 до 2015 г. е щатен диригент на ансамбъла.
През 2013 г. създава оркестъра „София симфоникс“, с който гастролира в Германия. Неговият официален дебют в София е през октомври 2015 г. в зала „България“ – концерт, който е част от прощалното турне „A Life In Music“ на световния тенор Хосе Карерас.
През 2016 г. Биаджони цу Гутенберг е наградена със сребърен медал от Общинския парламент на Горна Франкония, Бавария за принос в музикалния живот, а по-късно получава номинация за „Будителят на българската култура в чужбина“ в инициативата на радио FM+, подкрепена от Фондация „Българска памет“.
През есента на 2016 г. „София симфоникс“ е партньор на сцената на английския цигулар Найджъл Кенеди по време на концертите му в София и Пловдив. През май 2017 г. оркестърът представят за първи в България симфоничния концерт „Жените в музиката“.
Концертният репертоар на Любка Биаджони цу Гутенберг се простира от Йохан Себастиан Бах до Франц Лехар. В областта на операта интересът ѝ е насочен главно към италианските майстори.
| „                           | „Но ние, посланиците на музиката, сме тези, които можем и трябва да възвръщаме човешкото с нашето изкуство. Когато седна и слушам един концерт, аз лично се чувствам щастлив човек. Моята душа се радва на музиката така, както се радва на природата. Това е много важна мисия – в нашите забързани времена да не забравяме, че ние, хората, сме част от природата и няма по-красиво нещо в природата от музиката. И както се наслаждаваме на природата, когато се разхождаме на Витоша или край морето, или в една градина, така на концерт ние усещаме тази природа, трансформирана в прекрасни звуци от композиторите.“ | “ |
| Любка Биаджони цу Гутенберг | |   |